# Dree Peremans
Dree Peremans (Diest, 26 december 1949 – Faro, 25 februari 2022) was een Vlaams radioproducer, auteur, producer van verscheidene folkgroepen en een folk-kenner van oudsher.

## Biografie
Peremans begon Germaanse filologie te studeren aan de Katholieke Universiteit Leuven maar stopte nog tijdens zijn eerste jaar om zich volledig op de folkmuziek te richten. Hij was in 1967 samen met zijn neef Hubert Boone stichter van volksmuziekgroep De Vlier en werkte mee aan twee albums van de groep op het label ALPHA.
Via de folkmuziek kwam Peremans in 1969 bij de Vlaamse publieke omroep BRT, de latere VRT, terecht en werd er eerst losse radiomedewerker bij omroep Brabant. Daarna werd hij er presentator en regisseur van radioprogramma's zoals Strip-avond en Kramiek.
Peremans stapte over naar Radio 1 waar hij producer werd. Zijn eerste programma was Het Vermoeden. Later maakte hij zijn eigen programma's zoals het folkprogramma De Groote Boodschap en Het Einde van de Wereld, een radioprogramma met reisverhalen. Rond zijn programma Het Einde van Wereld heeft Peremans een aantal boeken geschreven, vooral verhalen over Patagonië. Hij maakte verder nog radiodocumentaires over de IJslandvisserij, de steenkoolgeschiedenis, Jan Frans Willems en Antarctica. Peremans bleef bij de VRT werken tot in 2002.
In de jaren 1980 heeft Peremans een aantal plaat- en theaterproducties bezield, zoals Islandsuite, Wat lijdt den zeeman al verdriet, Het Zwarte Goud en de Liedboeken.
Peremans was ook muziekproducer van folkartiesten zoals Wannes Van de Velde, Dirk van Esbroeck, Catherine Delasalle, Kadril, Marc Hauman, Koen De Cauter en Kolinda.
Hij overleed op 25 februari 2022 op 72-jarige leeftijd onverwachts tijdens een vakantie in Portugal.

## Werken
- Encyclopedia Patagonica, 3 delen, 1994-1998
- Sprookjes van het einde van de wereld, 1996
- Naar de bronnen van de folk, 2006
- Dirk Van Esbroeck - reiziger, 2010, Epo Berchem
- Patagonië, het einde van de wereld, 2014, Epo Berchem
- Nog lang en gelukkig, 2015, Epo Berchem
- Wannes, hier is hem terug, 2016, Epo Berchem

- International Standard Name Identifier: 0000 0001 3359 8908
- MusicBrainz: d3056f53-34cd-412c-8ba1-347c3bb74d01
- Nederlandse Thesaurus van Auteursnamen: 110751434
- Virtual International Authority File: 281707305